# Alfaguara (editorial)
La Editorial Alfaguara es una editorial española de la compañía Penguin Random House, que edita fundamentalmente narrativa y libros infantiles y juveniles.
Recibió el Premio Nacional a la Mejor Labor Editorial Cultural 2021.

## Historia
Fue fundada en 1964 por el mecenas Jesús Huarte Beaumonty el escritor Camilo José Cela, donde publicó algunas de sus obras y las de muchos escritores del momento.
En 1980, la editorial es comprada por el Grupo Santillana. Desde entonces es un referente de la literatura infantil y juvenil, pues en ella han publicado autores como Jordi Sierra i Fabra, Alfredo Gómez Cerdá, Laura Gallego García, Elvira Lindo, Fernando Lalana, Concha López Narváez, Joan Manuel Gisbert, César Fernández García, José María Latorre, Vicente Ramos Pérez, etc.
En el año 2000 el Grupo Santillana se integra en el Grupo Prisa, un grupo de medios de comunicación en los mercados de habla española y portuguesa.
En 2010 la editorial tuvo que parar la distribución de Memorias de una dama de Santiago Roncagliolo, novela acerca de Nelia Filomena Barletta Ricard, a petición de los herederos; en septiembre de 2011, la editorial retira de las librerías todos los ejemplares de El hacedor (de Borges) Remake de Agustín Fernández Mallo basado sobre El hacedor de Jorge Luis Borges, a petición de María Kodama, viuda del autor.
En 2013, los problemas económicos del Grupo Prisa, cuya deuda roza los 3200 millones de euros, fuerza la venta de Alfaguara al grupo Penguin Random House por 72 millones de euros. De esta manera, se unía una editorial enfocada al mundo latinoamericano con otra centrada en la literatura norteamericana contemporánea.

## Directores literarios
A lo largo de su vida empresarial, los responsables de la editorial han sido los siguientes:
- Jorge Cela Trulock (1964-1977)
- Jaime Salinas (1977-1982)
- José María Guelbenzu (1982-1988)
- Luis Suñén (1988-1990)
- Guillermo Schavelzon (1990-1992)
- Juan Cruz (1992-1998)
- Amaya Elezcano (1998-2009)
- Pilar Reyes (2009-actualidad)

## Premio Alfaguara de Novela
El Premio Alfaguara de Novela fue creado en 1965 por la Editorial Alfaguara, un año después de haberse fundado. Se convocó desde 1965 hasta 1972. Su dotación económica era de 200 000 pesetas.
Después de 25 años de ausencia, la editorial lo volvió a convocar en 1998 teniendo 175.000 dólares de dotación económica.
El galardón se falla en la sede del Grupo Santillana en Madrid entre los meses de febrero y marzo y se entrega un mes más tarde.
Los últimos ganadores, en orden cronológico, son:
- 1998:  Eliseo Alberto con Caracol Beach /  Sergio Ramírez con Margarita está linda la mar
- 1999:  Manuel Vicent con Son de mar
- 2000:  Clara Sánchez con Últimas noticias del paraíso
- 2001:  Elena Poniatowska con La piel del cielo
- 2002:  Tomás Eloy Martínez con El vuelo de la reina
- 2003:  Xavier Velasco con Diablo guardián
- 2004:  Laura Restrepo con Delirio
- 2005:  Graciela Montes /  Ema Wolf con El turno del escriba
- 2006:  Santiago Roncagliolo con Abril rojo
- 2007:  Luis Leante con Mira si yo te querré
- 2008:  Antonio Orlando Rodríguez con Chiquita
- 2009:  Andrés Neuman con El viajero del siglo
- 2010:  Hernán Rivera Letelier con El arte de la resurrección
- 2011:  Juan Gabriel Vásquez con El ruido de las cosas al caer
- 2012:  Leopoldo Brizuela con Una misma noche
- 2013:  José Ovejero con La invención del amor
- 2014:  Jorge Franco Ramos con El mundo de afuera
- 2015:  Carla Guelfenbein con Contigo en la distancia
- 2016:  Eduardo Sacheri con La noche de la usina
- 2017:  Ray Loriga con Rendición
- 2018:  Jorge Volpi con Una novela criminal
- 2019:  Patricio Pron con "Mañana tendremos otros nombres"
- 2020:  Guillermo Arriaga Jordán con "Salvar el Fuego"
- 2021:  Pilar Quintana con "Los Abismos"
- 2022:  Cristian Alarcón con "El tercer paraíso"
- 2023:  Gustavo Rodríguez con "Cien cuyes"
- 2024:  Sergio del Molino con "Los alemanes"

## Localización
La editorial actualmente está ubicada en 15 países:
- Argentina
- España
- Puerto Rico
- México
- República Dominicana
- Costa Rica
- Colombia
- Venezuela
- Ecuador
- Perú
- Brasil
- Bolivia
- Paraguay
- Uruguay
- Chile

Otras oficinas estuvieron en Estados Unidos (Doral, Florida), Guatemala (Ciudad de Guatemala), Honduras (Tegucigalpa), El Salvador (Antiguo Cuscatlán) y Panamá (Ciudad de Panamá). Se espera próximamente inaugurar un área de operaciones en Guinea Ecuatorial.